# Латиська Вікіпедія
Латиська Вікіпедія (латис. Latviešu Vikipēdija) — розділ Вікіпедії латиською мовою. Заснована 6 червня 2003 року. Досягла 50 тисячі статей 17 серпня 2013 року. Станом на квітень 2016 це 67-ма найбільша Вікіпедія в загальному списку.
Латвійська Вікіпедія станом на 27 березня 2025 року містить 133 754 статті, 129 424 зареєстрованих користувачів, 297 активних дописувачів, 14 адміністраторів
. Загальна кількість сторінок в латиській Вікіпедії — 537 248, редагувань — 4 241 899, завантажених файлів — 27 218
. Глибина (рівень розвитку мовного розділу) латиської Вікіпедії середня і становить 71.9 пунктів
.

## Статті
Вікіпедія наразі містить 128 589 статей латиською мовою (18.07.2024). Найбільш повні та якісні статті отримують статус цінної або хорошої статті. 50 статей у Вікіпедії латиською мовою є цінними, 108 — хорошими і ще 19 — цінними списками.

### Статистика статей
- Стаття 1 — 6 червня 2003 року
- 500 статей — 28 грудня 2004 року
- 1000 статей — 5 березня 2005 року
- 2500 статей — 15 жовтня 2005 року
- 5000 статей — 7 вересня 2006 року
- 10 000 статей — 19 липня 2007 року
- 20 000 статей — 13 лютого 2009 року
- 30 000 статей — 19 вересня 2010 року
- 40 000 статей — 19 лютого 2012 року
- 50 000 статей — 17 серпня 2013 року
- 55 000 статей — 17 червня 2014 року
- 60 000 статей — 4 квітня 2015 року
- 65 000 статей — 15 січня 2016 року
- 70 000 статей — 20 червня 2016 року
- 75 000 статей — 15 січня 2017 року
- 80 000 статей — 17 листопада 2017 року
- 85 000 статей — 6 червня 2018 року
- 90 000 статей — 28 грудня 2018 року
- 100 000 статей — 24 січня 2020 року
- 110 000 статей — 15 грудня 2021 року
- 120 000 статей — 19 травня 2023 року